# Oktawia Nowacka
Oktawia Maria Nowacka, född den 2 januari 1991 i Starogard Gdański, är en polsk modern femkampare.
Hon tog OS-brons i modern femkamp i samband med de olympiska tävlingarna i modern femkamp 2016 i Rio de Janeiro..